# Shirrell Heath
Shirrell Heath – wieś w Anglii, w hrabstwie Hampshire. Leży 21 km na południowy wschód od miasta Winchester i 98 km na południowy zachód od Londynu.